# مال بنينج
مال بنينج (بالإنجليزية: Malvind Benning)‏ هو لاعب كرة قدم بريطاني في مركز الدفاع، ولد في 2 نوفمبر 1993 في وست بروميتش في المملكة المتحدة. لعب مع نادي مانسفيلد تاون ونادي والسول ونادي يورك سيتي.

## وصلات خارجية
- مال بنينج على موقع قاعدة بيانات كرة القدم.إي يو (الإنجليزية)
- مال بنينج على موقع Soccerbase.com (لاعب) (الإنجليزية)